# Ангус Макфадьєн
Ангус Макфадьєн (нар. 21 вересня 1963, Глазго) — шотландський актор, головним чином відомий за історичною картиною Мела Гібсона «Хоробре серце» (1995). Також знається у написанні сценаріїв, режисурі й продюсуванні.

## Біографія
Народився у сім'ї лікаря. У дитинстві подорожував між трьома країнами — Філіппінами, Сингапуром і Францією. Вищу освіту Енгус отримав у стінах Університету Единбурга, Шотландія. Паралельно з гризенням граніту науки молодий чоловік відвідував заняття в Центральній школі Мовлення та Драми в Лондоні, Англія.

## Кар'єрна діяльність
Енгус Макфадьєн кіношлях розпочав свій у 1989 році, у маловідомому проект Росса Хейгена «Донори». Широкому ж глядачеві актор став знаний у 1995 році, коли вийшла драма, режисером якої став Мел Гібсон, «Хоробре серце». У XXI ст. Енгус порадував шанувальників появою на екрані фільму режисера «Еквілібріум». Далі актор зіграв у чотирьох фільмах франшизи «Пила». Є у шотландця інтерес і у періоді Стародавнього Риму, бо стрічки «Тит – правитель Риму» (1999) й «Спартак» (2004) не обійшлися без його участі. З 2007 до 2014 років наш герой зазирав до телесеріалів: «Секс і Каліфорнія» й «Теорія брехні». Після цього Енгус Макфедьєн повернувся до своєї найвідомішої ролі й зіграв Роберта Брюса вже у документальному серіалі «Роберт Брюс – король Шотландії».